# Ларссон, Свен-Гуннар
Свен-Гуннар Ларссон (швед. Sven-Gunnar Larsson; род. 10 мая 1940, Швеция) — шведский футболист, вратарь.

## Клубная карьера
Во взрослом футболе дебютировал в 1958 году за команду «Дерби», в которой провёл четыре сезона в низших дивизионах. В 1962 году присоединился в состав «Эребру». Дебютировал 26 августа 1962 года в матче против «Эльфсборга» и в общей сложности отыграл за команду следующие четырнадцать сезонов своей игровой карьеры, приняв участие в 274 матчах.
В 1965 году заключил контракт с английским клубом «Сток Сити», но Футбольная ассоциация Англии не позволила Ларссону играть, а сам клуб был оштрафован.
Завершил игровую карьеру в финской команде «Гранкулла», за которую выступал в течение 1976—1978 годов.

## Карьера в сборной
31 октября 1965 года дебютировал в официальных играх в составе национальной сборной Швеции в товариществом матче против Норвегии.
В составе сборной был участником чемпионата мира 1970 года, но его команда не преодолела групповой этап. В 1974 году также входил в состав сборной на чемпионате мира в Германии, но ни разу на поле не выходил.